# Hanyang 88
O Type 88, às vezes conhecido como "Hanyang 88" ou Hanyang Type 88 (em chinês:  漢陽八八式步槍) e Hanyang Zao (que significa Fabricado em Hanyang), é um fuzil de ação por ferrolho de fabricação chinesa, baseado no Gewehr 88 alemão. Foi adotado pela Dinastia Qing no final do século XIX e foi utilizado por múltiplas facções e formações como as da República da China, até ao final da Guerra Civil Chinesa.
O nome do fuzil é devido ao Arsenal Hanyang, a principal fábrica que produziu este fuzil.
O fuzil deveria ser substituído como fuzil chinês padrão pelo fuzil Chiang Kai-shek. No entanto, a fabricação do novo fuzil nunca conseguiu atender à demanda, e o Type 88 continuou a ser fabricado e a equipar o Exército Nacional Revolucionário Chinês durante a Segunda Guerra Sino-Japonesa.

## História
Esta arma de fogo era um fuzil modelado diretamente no Gewehr 88 alemão e foi inicialmente utilizado pelos Novos Exércitos da Dinastia Qing. Desde o início da produção em 1895, o Type 88 foi modificado duas vezes para melhorar o desempenho em 1904 e em 1930. Serviu como um dos fuzis padrão usados pelo Exército Nacional Revolucionário Chinês desde sua fundação em 1925 até o final da década de 1940, após o fim da Segunda Guerra Mundial.
As forças japonesas na China capturaram grandes quantidades do Hanyang 88 e os entregaram a unidades de segunda linha e tropas colaboracionistas chinesas. Também foi usado pelos comunistas chineses, que não só o usaram durante o mesmo período, mas também durante a Guerra da Coreia. Alguns teriam sido fornecidos ao Viet Minh.
A produção do fuzil cessou em 1944, tendo sido produzidos 1,1 milhão de fuzis.
Inicialmente fabricado no Arsenal Hanyang, a produção foi transferida para o 21º Arsenal em Chongqing depois que Wuhan caiu nas mãos das forças japonesas em 1938. A produção foi interrompida quando o fuzil Chiang Kai-Shek estava sendo produzido em 1944.
Quando os fuzis foram usados pelo Exército de Libertação Popular, eles foram usados pelas forças da milícia ou como fuzis de treinamento.
Como parte da ruptura sino-soviética, a China forneceu fuzis Hanyang 88 excedentes aos Mujahidin afegãos durante a Guerra Afegã-Soviética.

## Projeto
O Hanyang 88 era essencialmente uma cópia do Gewehr 88, com algumas pequenas diferenças, incluindo a ausência da cobertura do cano e uma extensão da baioneta. Era um fuzil de ação por ferrolho que se armava ao abrir, e seu carregador estilo Mannlicher podia conter 5 cartuchos 7,92×57mm Mauser. O carregador era carregado usando um pente em bloco de 5 cartuchos. Quando o último cartucho entrava na câmara, o pente cairia do carregador através de um buraco na parte inferior. Também podia ser equipado com baioneta.
A principal vantagem desse tipo de mecanismo de carregamento era permitir ao usuário recarregar muito rapidamente. As desvantagens, entretanto, eram que o buraco no carregador poderia permitir a entrada de sujeira, possivelmente causando problemas de confiabilidade.
Em 1904, o projeto do fuzil foi alterado para remover a cobertura do cano e colocar mais madeira sobre ele para proteger as mãos da pessoa de queimaduras. Outras mudanças incluíram a alça de mira baseada na do Kar98.
Embora os pentes em bloco de 5 cartuchos do Hanyang 88 possam aceitar o novo cartucho, a conversão em massa do Hanyang 88 para aceitar balas spitzer, apesar de ter sido planejada, não ocorreu.
O Hanyang 88 também tinha uma variante de carabina, que era mais curta e mais leve, embora com precisão e alcance inferiores, semelhante à carabina Gewehr 1891 e uma variante de mosquetão.

### Desempenho

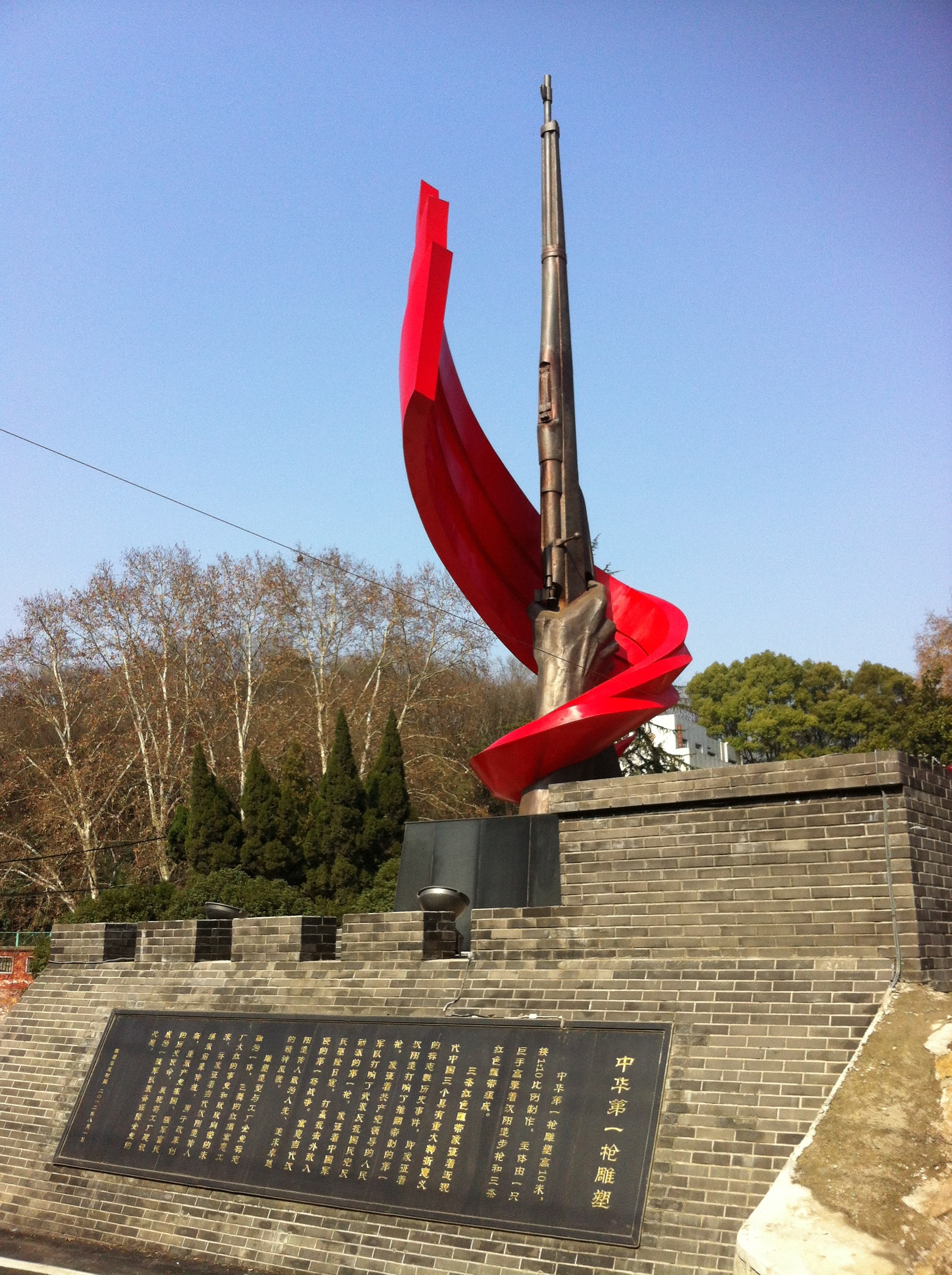
Monumento do Hanyang 88

O Hanyang 88 foi originalmente projetado para o cartucho alemão de ponta arredondada 7,92×57mm I. Na Primeira Guerra Mundial, este cartucho já havia se tornado obsoleto. No entanto, foi o fuzil mais numeroso usado pelo Exército Nacional Revolucionário Chinês em seus combates com os japoneses durante a Segunda Guerra Sino-Japonesa.

## Operadores
- Afeganistão: Usado pelo mujahidin afegão[2]

- Dinastia Qing: Conhecido por ter sido usado na Rebelião dos Boxers.[1]

- República da China: Usado por vários senhores de guerra e pelo Exército Nacional Revolucionário Chinês.[1][17]

- República Popular da China: Usado pelo Exército de Libertação Popular antes de serem descontinuados.[18]

- Império do Japão: Alguns usados por unidades de segunda linha.[1]
  - Alguns Hanyang 88 usados pelas forças do Exército Colaboracionista Chinês.[7][19]
- Manchukuo: Usado por unidades de segunda linha do Exército Imperial de Manchukuo[20]
- Vietnã do Norte: Alguns fornecidos secretamente às forças do Viet Minh.[9]